# Johnsbach (Gemeinde Admont)
Johnsbach, auch Johnsbach im Gesäuse genannt, ist eine ehemalige Gemeinde mit 153 Einwohnern (Stand 1. Jänner 2017) in der Steiermark im Gerichtsbezirk bzw. Bezirk Liezen. Seit 1. Jänner 2015 ist sie im Rahmen der steiermärkischen Gemeindestrukturreform mit den Gemeinden Hall, Admont und Weng im Gesäuse zusammengeschlossen, die neue Gemeinde führt den Namen „Admont“ weiter.

## Geografie
Johnsbach liegt im Nationalpark Gesäuse und besteht aus einer einzigen Katastralgemeinde. Der Ort ist eine ausgedehnte Streusiedlung aus Bauernhöfen im Johnsbachtal, einem Seitental des Ennstals im Abschnitt des Gesäuses. Von der Bahnhaltestelle Johnsbach bzw. der Straßenabzweigung Bachbrücke führt das Tal zuerst schluchtartig nach Süden und erweitert sich nach etwa 5 Kilometern, nach Osten umbiegend, dort, wo das „Zentrum“ des Ortes mit der Ägydiuskirche, dem Friedhof und einem Gasthof liegt.

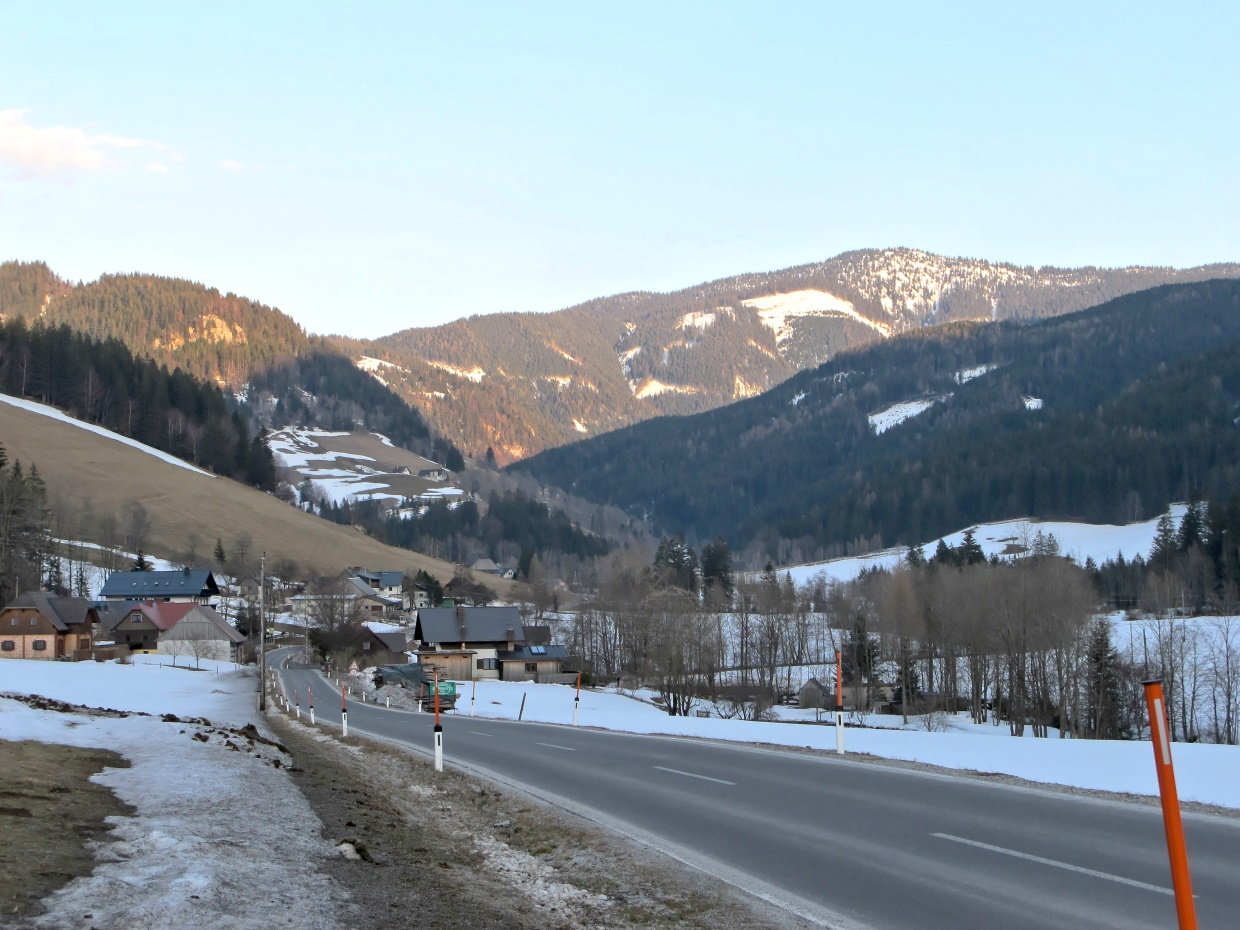
Johnsbacher Tal
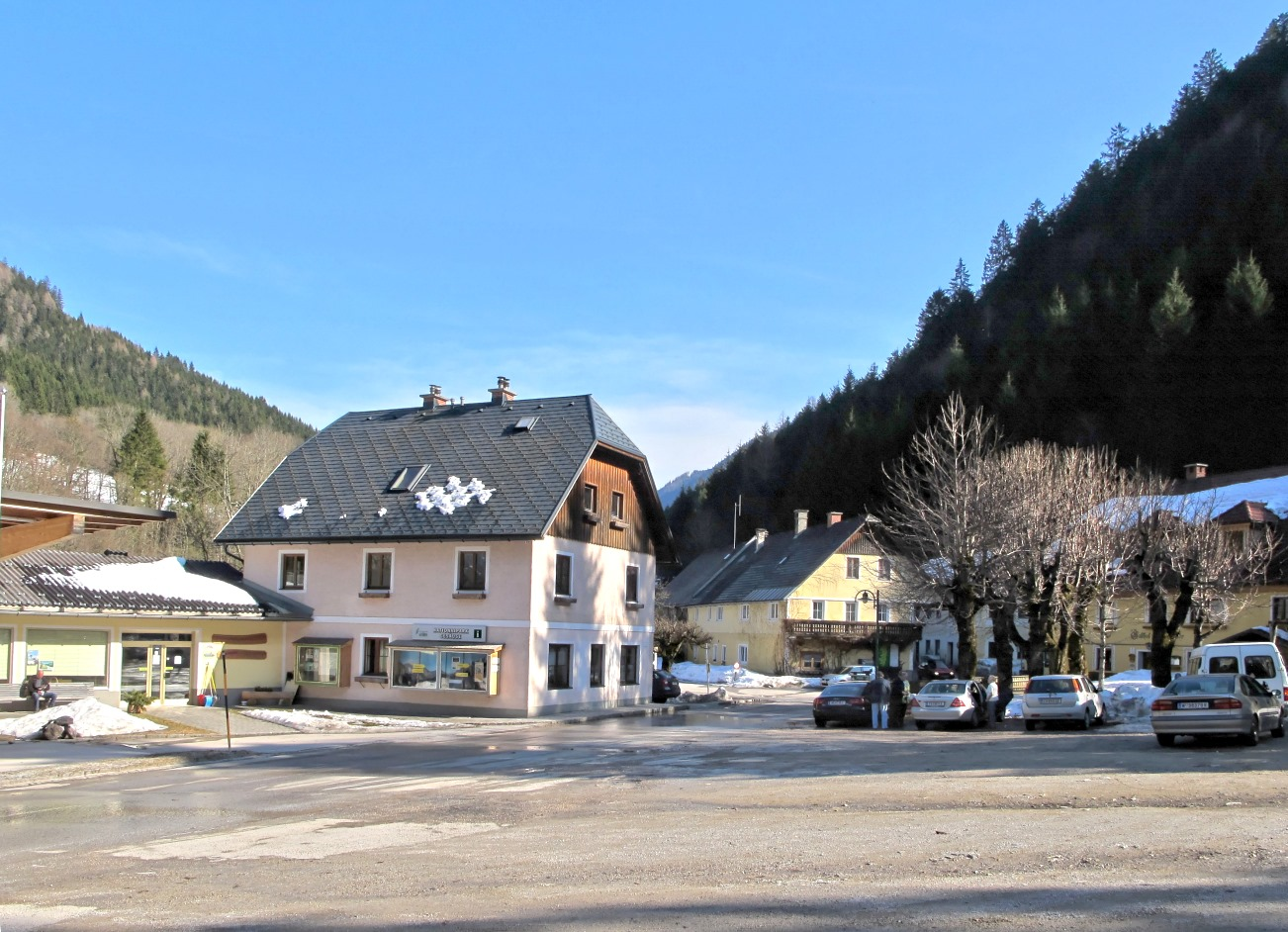
Ortszentrum Johnsbach

### Nachbargemeinden bis Ende 2014
|                 | Weng im Gesäuse                             | Hieflau            |
| Admont          | Kompassrose, die auf Nachbargemeinden zeigt | Radmer             |
| Gaishorn am See | Treglwang                                   | Wald am Schoberpaß |

## Geschichte
Die Aufhebung der Grundherrschaften erfolgte 1848. Die Ortsgemeinde als autonome Körperschaft entstand 1850. Nach der Annexion Österreichs 1938 kam die Gemeinde zum Reichsgau Steiermark, 1945 bis 1955 war sie Teil der britischen Besatzungszone in Österreich. Am 1. Jänner 2015 ging Johnsbach in der Gemeinde Admont auf.

## Politik

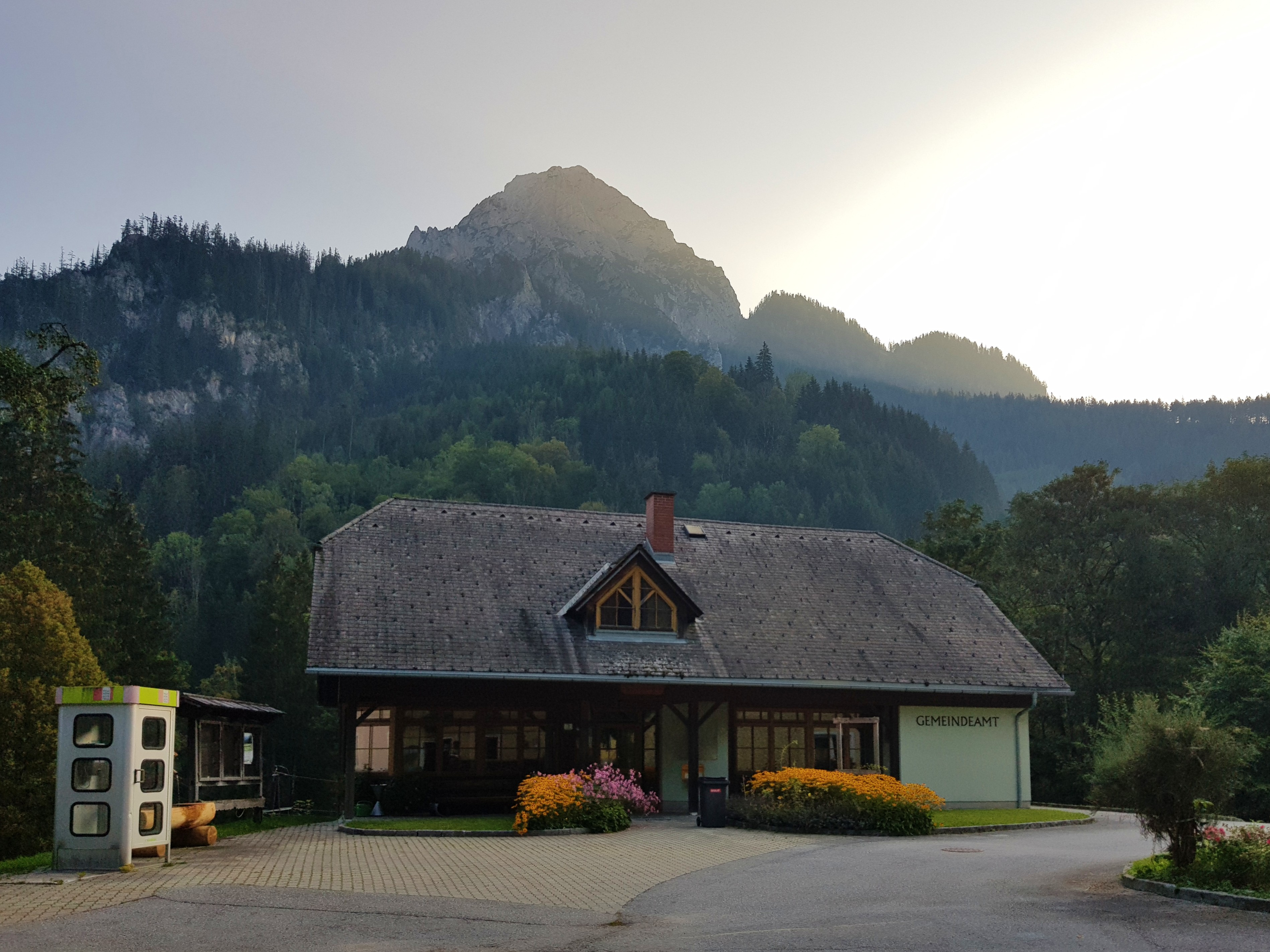
Gemeindeamt in Johnsbach

Bürgermeister war bis Ende 2014 Ludwig Wolf (ÖVP). Der Gemeinderat setzte sich nach den letzten Gemeinderatswahlen von 2010 wie folgt zusammen:
- 7 ÖVP
- 2 Johnsbacher Unabhängige

## Kultur und Sehenswürdigkeiten
Bekannt ist der Bergsteigerfriedhof in Johnsbach, auf dem sich zahlreiche Gräber von im Gesäuse verunglückten Bergsteigern befinden. Darunter befinden sich Berühmtheiten der Alpingeschichte wie Gustav Jahn, der an der Ödstein-Kante zusammen mit seinem Seilpartner abstürzte. Aber auch Bergsteiger wie Hubert Peterka, die anderswo starben, wollten in Johnsbach begraben werden.

## Wirtschaft und Infrastruktur
Johnsbach lebt zu einem kleineren Teil von der Land- und Forstwirtschaft und weitgehend vom Sommer- und Wintertourismus. Es ist seit 2008 Teil der Bergsteigerdörfer-Initiative des ÖAV.

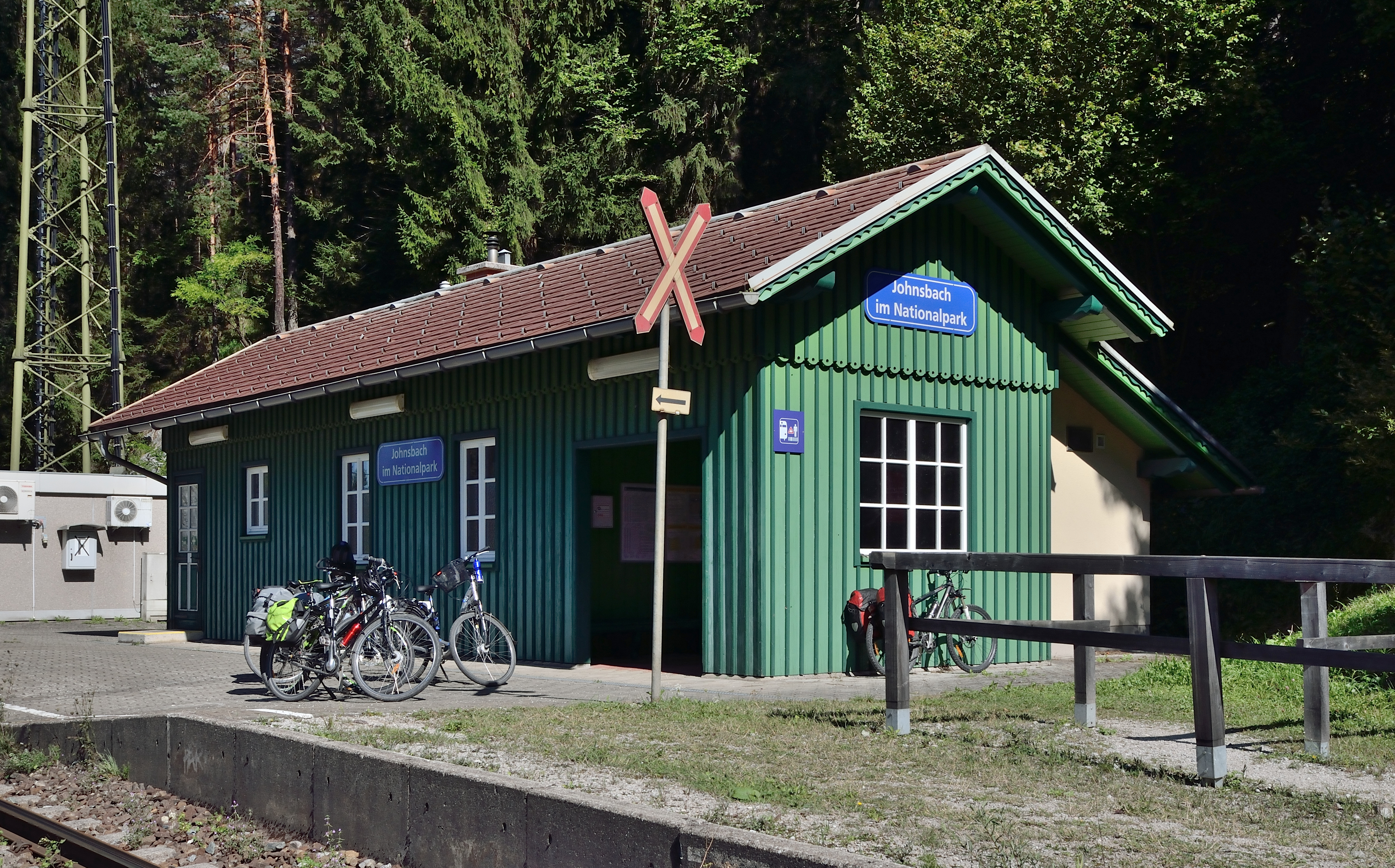
Haltestelle Johnsbach

Die nur noch am Wochenende bediente Haltestelle Johnsbach im Nationalpark an der Rudolfsbahn liegt ungefähr fünf Kilometer nördlich des Ortes im Ennstal. Die Verbund-Autobuslinie 912 der ÖBB hält an der Einmündung des Johnsbachtals ins Ennstal (Haltestelle Bachbrücke/Weidendom), das Johnsbachtal wird nicht von öffentlichen Verkehrsmitteln bedient. Es gibt ein Sammeltaxi oder die Abholung durch die Beherbergungsbetriebe.

## Tourismus
Johnsbach ist Ausgangspunkt für eine große Zahl von Wander- und Kletterrouten, der Nordalpenweg und der Eisenwurzenweg (zwei österreichische Weitwanderwege) führen durch den Ort. Von Johnsbach aus erreicht man die Südanstiege des Hochtor-Ödstein-Zugs, die Heßhütte zwischen Hochtor und Zinödl und am Südfuß des Admonter Reichensteins die Mödlingerhütte.

## Persönlichkeiten
- Hias (geboren als Erich Mathias Mayer, 1950–2007), Sänger, Entertainer und Ziehharmonikaspieler
- Bernhard Holl (* 1984), Posaunist, Basstrompeter, Komponist und Arrangeur